# Игнатий (Аль-Хуши)
Митрополи́т Игна́тий (араб. الميتروبوليت إغناطيوس‎, в миру Рафик Аль-Хуши, араб. رفيق الحوشي‎; род. 1970, Дамаск) — епископ Антиохийской православной церкви, епископ Французский, Западно- и Южно-Европейский.

## Биография
В 1988 году получил аттестат о среднем образовании в Дамаске и тогда же поступил в Электротехнический колледж Дамасского университета.
В 1994 году стал послушником в монастырь святого Георгия, а в 1995 году принял монашество.
В 2001 году он переехал в Грецию, где в 2003 году получил диплом по византийской музыке в Национальном институте в Афинах, Греция, а в 2006 году — степень бакалавра богословия в теологическом колледже в Афинах.
В 2007 году был рукоположен во диакона епископом Аль-Хоснским Иоанном (Язиджи).
С 2008 года продолжил богословское образование по патристике в Центре повышения квалификации в Шамбези, Швейцария.
Был деятельным членом Православного молодёжного движения в Дамаске, руководил его хором.
В 2010 году был рукоположён во иеромонаха в монастыре Пендели настоятелем обители, епископом Фермопильским Иоанном (Сакеллариу).
Много способствовал распространению византийского пения. Так, он организовывал концерты и переводил богослужебные песнопения, его перевод параклиса Божией Матери был опубликован Баламандским университетом. Принял участие во многих конференциях и встречах.
На заседании Священного Синода Антиохийской Православной Церкви 21-23 июня 2011 года был избран викарием Европейской епархии с резиденцией в Берлине.
24 июля того же года в Дамасском Успенском патриаршем соборе хиротонисан во епископа Ларисского. Хиротонию совершил патриарх Антиохийский Игнатий IV в сослужении архиереев Антиохийской Православной Церкви.
15 октября 2013 года решением Священного Синода Антиохийской Церкви назначен правящим архиереем новоучреждённой Французской Западно- и Южно-Европейский епархии. 17 ноября того же года в парижском храме в честь святой Елены патриарх Иоанн Х возглавил его интронизацию.
Кроме родного арабского, владеет древним и ново-греческим, а также французским языками.